# Annulipulsellum euzkadii
Annulipulsellum euzkadii is een Scaphopodasoort uit de familie van de Pulsellidae. De wetenschappelijke naam van de soort is voor het eerst geldig gepubliceerd in 1986 door Scarabino.